# Rhinophylla
Rhinophylla es un género de murciélagos de la familia Phyllostomidae.

## Especies
- Rhinophylla alethina
- Rhinophylla fischerae
- Rhinophylla pumilio